# Pays-Bas au Concours Eurovision de la chanson
Les Pays-Bas participent au Concours Eurovision de la chanson, depuis sa première édition, en 1956, et l'ont remporté à cinq reprises : en 1957, 1959, 1969, 1975  et 2019.

## Participation
Les Pays-Bas sont un des sept pays fondateurs du Concours Eurovision de la chanson, avec l'Allemagne, la Belgique, la France, l'Italie, le Luxembourg et la Suisse.
Le pays participe donc depuis 1956 et n'a manqué au total que quatre éditions du concours : en 1985,  1991, 1995, 2002. En 1985 et 1991, les Pays-Bas se retirèrent car la date du concours coïncidait avec la journée nationale du Souvenir commémorant les victimes de la Seconde Guerre mondiale et des autres guerres survenues depuis. En 1995 et 2002, ils furent relégués, à la suite du résultat obtenu l'année précédente. 
Depuis l'instauration des demi-finales en 2004, les Pays-Bas ont participé à 10 finales du concours : en 2004, 2013, 2014, 2016, 2017, 2018, 2019, 2021, 2022 et 2024. Entre 2004 et 2013, le pays ne s'est jamais qualifié, manquant huit finales consécutives, un record toujours inégalé. 
Enfin, le pays détient un autre record particulier : celui d'être passé le plus souvent en première position. Les Pays-Bas ont en effet ouvert à six reprises une finale : en 1956, 1965, 1967, 1970, 1975 et 2001.

## Résultats
Les Pays-Bas ont remporté le concours à cinq reprises. 
La première fois, en 1957, avec la chanson Net als toen, interprétée par Corry Brokken. 
La deuxième fois, en 1959, avec la chanson Een beetje, interprétée par Teddy Scholten. Ce fut la première fois qu'un même auteur remporta à nouveau le grand prix. Il s’agit de Willy van Hemert, le parolier de la chanson néerlandaise. Il avait déjà écrit les paroles de Net Als Toen, qui gagna en 1957. Il devint ainsi la première personne à remporter une deuxième fois le concours. Teddy Scholten, quant à elle, avait été appelée en remplacement à la dernière minute. Elle connut ensuite une carrière fructueuse et fut ambassadrice de la Croix-Rouge. Elle déclara un jour : « Cela demeure un mystère pour moi. J’ai accompli tant de choses dans ma vie, mais tout ce dont les gens se souviennent, ce sont mes trois minutes à Cannes.»
La troisième fois, en 1969, avec la chanson De troubadour, interprétée par Lenny Kuhr. Pour la première fois de l’histoire du concours, le vote se termina sur un ex aequo, l’Espagne, la France, les Pays-Bas et le Royaume-Uni obtenant chacun 18 votes. Cette possibilité n’ayant pas été envisagée par le règlement, ces quatre pays furent déclarés vainqueurs. Il y eut donc quatre chansons gagnantes : Vivo cantando, interprétée par Salomé pour l'Espagne ; Un jour, un enfant, interprétée par Frida Boccara pour la France ; De troubadour, interprétée par Lenny Kuhr pour les Pays-Bas et Boom Bang-a-Bang, interprétée par Lulu pour le Royaume-Uni. Il n’y eut ni deuxième, ni troisième place.
La quatrième fois, en 1975, avec la chanson Ding-a-dong, interprétée par Teach-In. À la suite de l'adoption du nouveau système de vote (toujours en cours à l'heure actuelle), les Pays-Bas devinrent le premier pays de l'histoire du concours à attribuer les fameux douze points : ils allèrent au Luxembourg. Justement, les Pays-Bas qui étaient passés en première position, décrochèrent la victoire. Ce fut la première fois dans l'histoire du concours que la chanson interprétée en premier lieu remporta le grand prix.
La cinquième fois, en 2019, avec la chanson Arcade, interprété par Duncan Laurence. Dans les détails, le pays termine 2e du télévote et 3e du jury, l'addition de ses points en cumulé permettant de terminer à la première place du classement général.
Le pays a terminé à une reprise à la deuxième place, en 2014, et à une reprise à la troisième place, en 1974. Il a en outre remporté une demi-finale, en 2014. A contrario, les Pays-Bas ont terminé à la dernière place, à cinq reprises : quatre fois en finale (en 1958, 1962, 1963 et 1968) et une fois en demi-finale (en 2011). Ils ont en outre obtenu un nul point à deux reprises : en 1962 et 1963.

## Pays hôte
Les Pays-Bas ont organisé le concours à cinq reprises : en 1958, 1970, 1976, 1980 et 2021, et auraient dû l'accueillir en 2020.

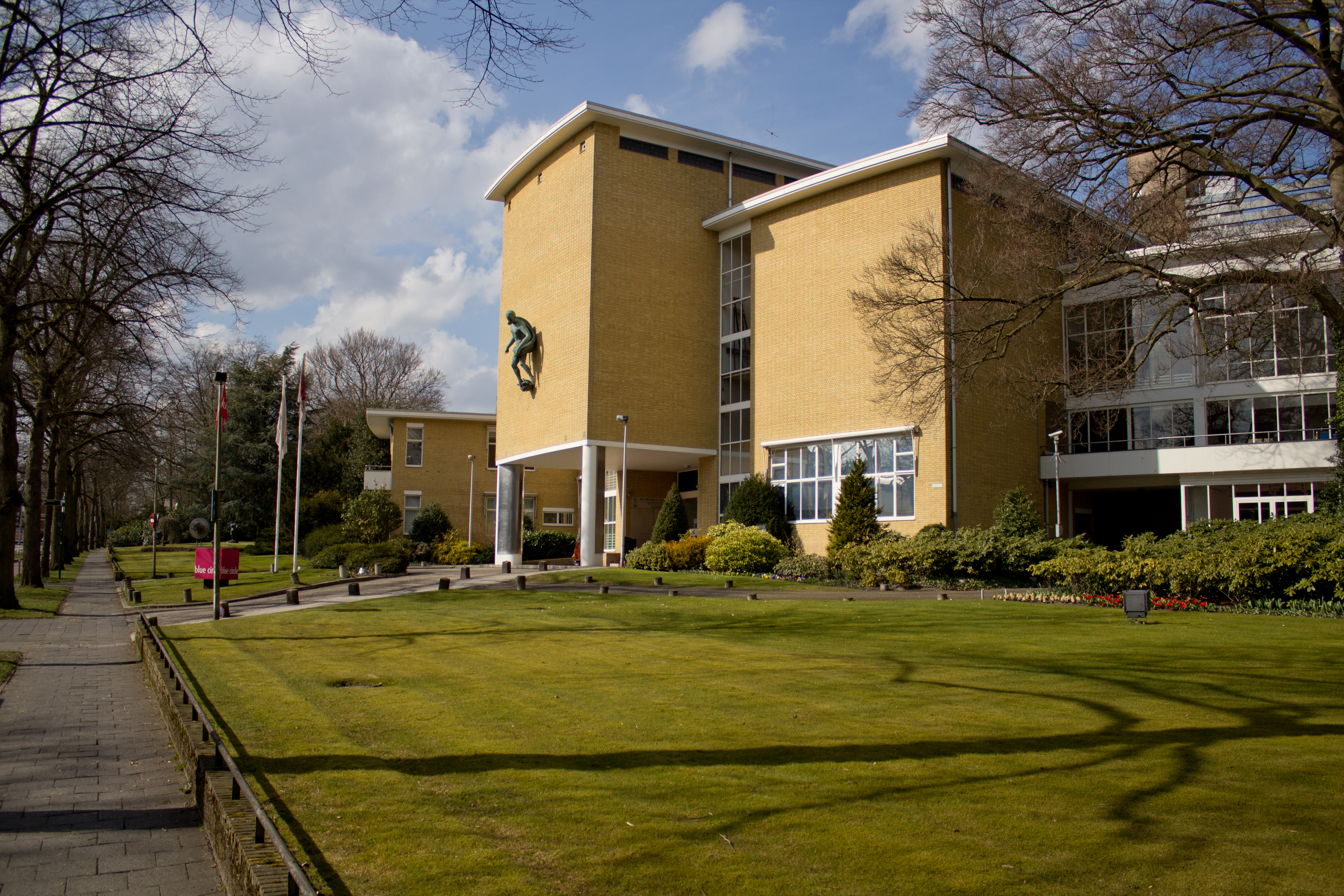
La ville d'Hilversum reçoit l'évènement en 1958, dans les Studios AVRO.

En 1958, l'événement se déroula le mercredi 12 mars 1958, dans les studios de la chaîne AVRO, à Hilversum. La présentatrice de la soirée fut Hannie Lips et le directeur musical, Dolf van der Linden.

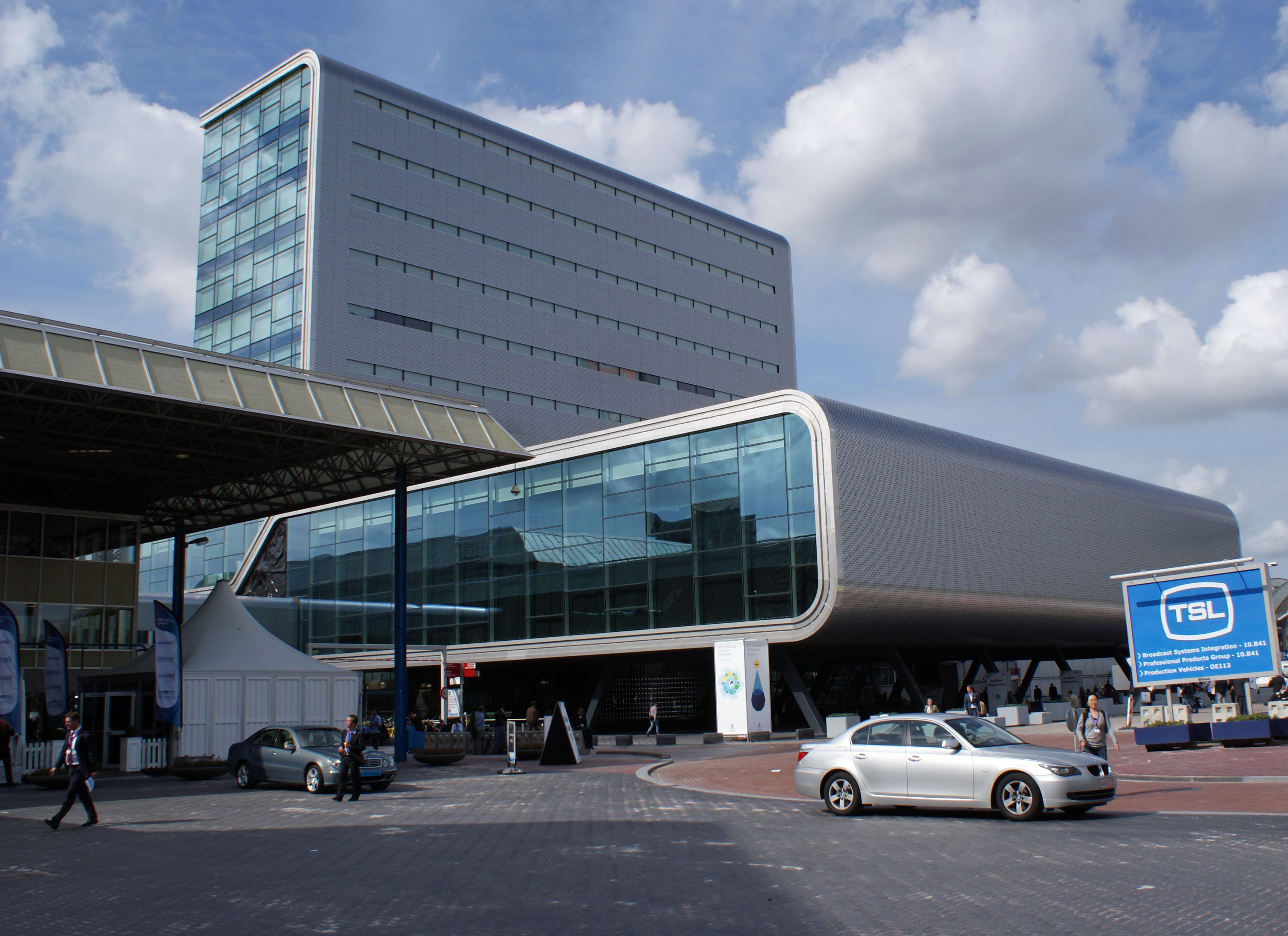
En 1970, le RAI Congrescentrum d'Amsterdam accueille l'Eurovision.

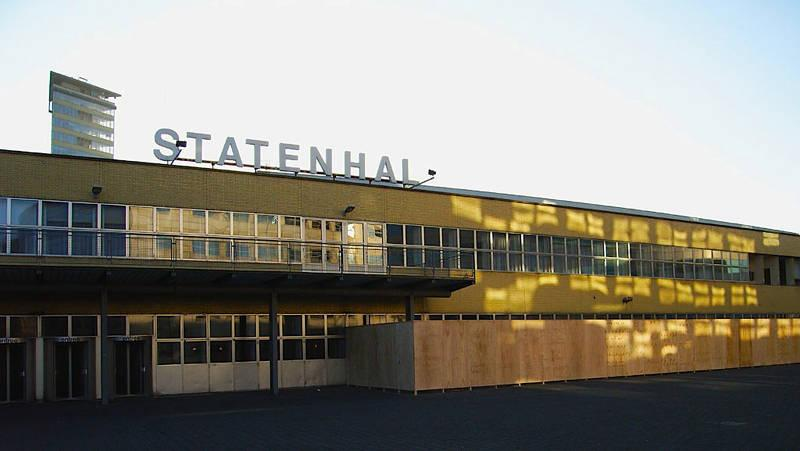
Le Nederlands Congresgebouw situé à La Haye reçoit le Concours à deux reprises, en 1976 et en 1980.

En 1970, l'événement se déroula le samedi 21 mars 1970, au RAI Congrescentrum d'Amsterdam. La présentatrice de la soirée fut Willy Dobbe et le directeur musical, Dolf van der Linden. À la suite de l'ex aequo de l'édition 1969, les quatre pays gagnants avaient présenté leur candidature pour organiser le concours. Il fut alors procédé à un tirage au sort et c'est ainsi que les Pays-Bas se retrouvèrent responsables de l'édition 1970. À la suite du retrait de cinq pays, les responsables de la télévision publique néerlandaise durent adapter le déroulement du concours au retrait de cinq pays et à la participation de seulement douze autres. Ce faisant, ils modernisèrent les standards de l’Eurovision et créèrent un nouveau format, toujours appliqué à l'heure actuelle : le concours s’ouvre sur une séquence vidéo, présentant le pays organisateur, la ville hôte du concours et le bâtiment où il déroule. S’ensuit un mot d'introduction des présentateurs, afin de souhaiter la bienvenue aux téléspectateurs. Enfin, des cartes postales introduisent chaque chanson. Ce fut l'innovation principale de cette édition 1970 : l'introduction des cartes postales, courts-métrages, présentant au public les artistes et projetés avant chaque prestation.

En 1976, l'événement se déroula le samedi 3 avril 1976, au Nederlands Congresgebouw, à La Haye. La présentatrice de la soirée fut Corry Brokken et le directeur musical, Jan Steulen. Ce fut la toute première fois qu'une ancienne participante et une ancienne gagnante présenta le concours.
En 1980, l'événement se déroula le samedi 19 avril 1980, à nouveau au Nederlands Congresgebouw, à La Haye. La présentatrice de la soirée fut l'actrice Marlous Fluitsma et le directeur musical, Rogier van Otterloo. Israël, qui avait organisé et remporté l'édition 1979, ne put se charger de l’organisation de l’édition 1980. La télévision publique israélienne ne parvint en effet pas à rassembler les fonds nécessaires à la production d’un autre évènement international. Sollicité, le gouvernement israélien refusa toute rallonge au budget de l’IBA. L’UER se tourna alors vers l’Espagne, qui avait terminé deuxième, et le Royaume-Uni, qui avait déjà organisé le concours à six reprises. Mais tous deux refusèrent. Ce fut finalement la télévision publique néerlandaise qui accepta d’organiser le concours. Le temps étant compté, NOS réutilisa essentiellement le schéma de production de l’édition 1976, ce qui explique les nombreuses similitudes entre ces deux éditions. Mais NOS fixa la date du concours, au 19 avril. Cela entraîna le désistement d’Israël, ce jour-là étant celui de Yom Hazikaron, commémoration nationale annuelle des victimes de guerre israéliennes. Ce fut la seule fois de l’histoire du concours où un pays vainqueur ne revint pas défendre son titre l’année suivante.

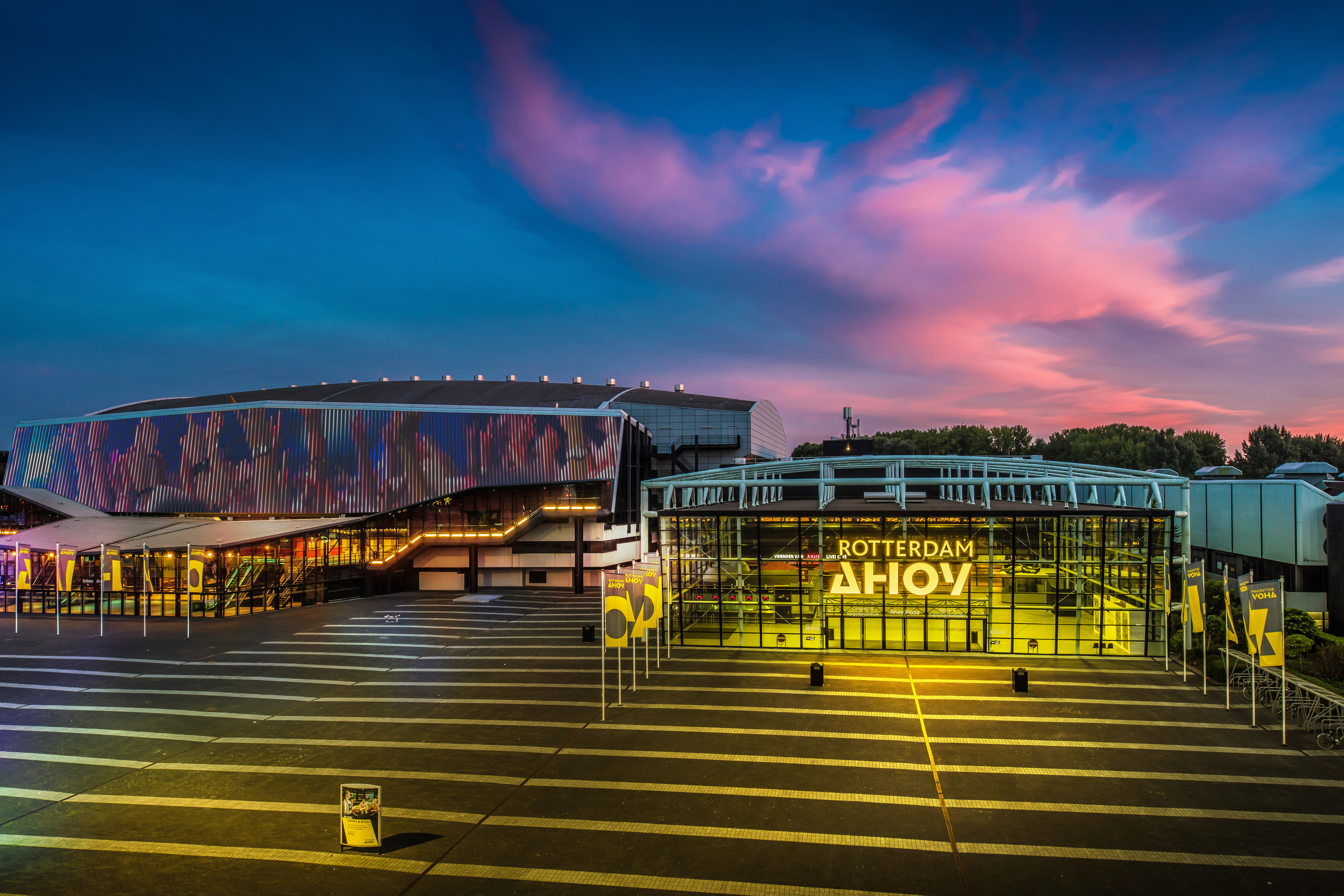
Le Rotterdam Ahoy, lieu hôte de l'édition 2021. Il devait accueillir l'événement en 2020 avant que la pandémie de COVID-19 n'oblige l'annulation du Concours.

En 2020, l'événement devait avoir lieu à Rotterdam Ahoy, à Rotterdam, cependant, la pandémie de COVID-19 en cours n'a pas permis le bon déroulement de l'événement, qui, pour la première fois de son histoire, est annulé. Le jour où la finale aurait dû avoir lieu, le 16 mai, l'événement Eurovision: Europe Shine a Light a été retransmis en direct depuis le Studio 21 du Media Park à Hilversum, où les artistes sélectionnés pour la compétition ont envoyé un clip où ils ont chanté Love Shine a Light, interprété à l'origine par Katrina and the Waves, ainsi que plusieurs gagnants et concurrents des éditions précédentes.
L'événement est reporté à 2021 : la ville et l'arène sont reconfirmées, les demi-finales se déroulant les 18 et 20 mai et la finale le 22 mai ; de nombreuses nations confirment également les artistes qui avaient été nommés pour l'édition précédente, mais avec des pièces plus récentes. Les présentateurs des trois soirées furent Edsilia Rombley, Chantal Janzen, Jan Smit et Nikkie de Jager. Dans le contexte de la pandémie de COVID-19, l'événement s'est déroulé avec des mesures préventives en place pour protéger la santé des artistes participants et des délégations. Deux pays n'ont pas pu se produire en direct : l'Australie en raison de restrictions de voyage et a donc enregistré une interprétation de leur chanson à l'avance, et l'Islande en raison de cas positifs dans leur délégation et a donc utilisé un enregistrement de leurs répétitions.

## Faits notables
En 1956, la représentante néerlandaise, Jetty Paerl, ouvrit le spectacle avec De vogels van Holland, qui devint de ce fait la toute première chanson présentée au concours.
En 1958, les Pays-Bas terminèrent à la dernière place. Ce fut la première fois de l'histoire du concours qu'un pays hôte termina à la dernière place, la seconde ayant eu lieu en 2015. Corry Brokken devint également la seule participante de l'histoire du concours à avoir terminé à la première et à la dernière place.
En 1960, Teddy Scholten devint la première gagnante à remettre le trophée de la victoire à son successeur. Elle remit ainsi la coupe à Jacqueline Boyer, en lui disant : « Mes sincères félicitations ! Et pour l'avenir, bonne chance ! »
En 1966, la représentante néerlandaise, Milly Scott, fut la première artiste d'origine surinamaise et aussi la toute première artiste noire à participer au concours. Elle fut également la première artiste de l'histoire du concours à utiliser un micro portable.
En 2000, en plein milieu de la retransmission de la finale, les Pays-Bas furent frappés par une catastrophe majeure. Une usine de feux d'artifice située à Enschede prit feu et explosa, tuant 23 personnes et en blessant 947 autres. La télévision publique néerlandaise interrompit la retransmission du concours, afin de pouvoir diffuser en direct les nouvelles relatives au désastre. Les lignes téléphoniques destinées à recueillir les votes des téléspectateurs néerlandais furent réaffectées aux secours et à l'aide aux victimes. Par la suite, les responsables de la NOS expliquèrent avoir estimé inappropriée la retransmission d’un spectacle de divertissement en pareilles circonstances.
En 2010, la chanson néerlandaise avait été écrite et composée par Pierre Kartner. Plus connu sous le nom de Vader Abraham, il était l'auteur de la bande originale du premier dessin animé mettant en scène les Schtroumpfs. Il avait également écrit De oude muzikant, la chanson qui avait représenté les Pays-Bas au concours 1973 et terminé quatorzième. La finale nationale néerlandaise se conclut, à la surprise générale, par un ex aequo. La production demanda à Pierre Kartner de trancher entre les deux candidats. Celui-ci, en direct à l’antenne, refusa d’endosser cette responsabilité. Il se livra à de longs atermoiements et proposa que l’on en décide à pile ou face. La production lui intima plus fermement de faire son choix et dans un haussement d’épaules, il désigna Sieneke, avant de quitter le plateau.
En 2024, le pays est représenté par Joost Klein et sa chanson Europapa. Placé à la seconde demi-finale, il se qualifie pour la finale. Cependant, le jour de la finale, soit le 11 mai 2024, il est annoncé que le chanteur néerlandais est disqualifié du Concours, après une plainte déposée à la police suédoise par une membre de la production du Concours. En effet, Joost Klein aurait menacé cette personne ou eu un comportement violent envers elle.

## Représentants
| Édition | Année | Artiste(s)                | Chanson                    | Langue(s)                  | Traduction française           | Finale                                                 | Finale                                                 | Demi-finale | Demi-finale |
| Édition | Année | Artiste(s)                | Chanson                    | Langue(s)                  | Traduction française           | Place                                                  | Points                                                 | Place       | Points      |
| ------- | ----- | ------------------------- | -------------------------- | -------------------------- | ------------------------------ | ------------------------------------------------------ | ------------------------------------------------------ | ----------- | ----------- |
| 1re     | 1956  | Jetty Paerl               | De vogels van Holland      | Néerlandais                | Les oiseaux de Hollande        | -                                                      | -                                                      |             |             |
| 1re     | 1956  | Corry Brokken             | Voorgoed voorbij           | Néerlandais                | Fini à jamais                  | -                                                      | -                                                      |             |             |
| 2e      | 1957  | Corry Brokken             | Net als toen               | Néerlandais                | Tout comme alors               | 01                                                     | 31                                                     |             |             |
| 3e      | 1958  | Corry Brokken             | Heel de wereld             | Néerlandais                | Le monde entier                | 09                                                     | 01                                                     |             |             |
| 4e      | 1959  | Teddy Scholten            | 'n Beetje                  | Néerlandais                | Un petit peu                   | 01                                                     | 21                                                     |             |             |
| 5e      | 1960  | Rudi Carrell              | Wat een geluk              | Néerlandais                | Quelle chance                  | 12                                                     | 02                                                     |             |             |
| 6e      | 1961  | Greetje Kauffeld          | Wat een dag                | Néerlandais                | Quelle journée                 | 10                                                     | 06                                                     |             |             |
| 7e      | 1962  | De Spelbrekers            | Katinka                    | Néerlandais                | -                              | 13                                                     | 00                                                     |             |             |
| 8e      | 1963  | Annie Palmen              | Een speeldoos              | Néerlandais                | Une boîte à musique            | 13                                                     | 00                                                     |             |             |
| 9e      | 1964  | Anneke Grönloh            | Jij bent mijn leven        | Néerlandais                | Tu es ma vie                   | 10                                                     | 02                                                     |             |             |
| 10e     | 1965  | Conny Vandenbos           | 't Is genoeg               | Néerlandais                | Ca suffit                      | 11                                                     | 05                                                     |             |             |
| 11e     | 1966  | Milly Scott               | Fernando en Filippo        | Néerlandais                | Fernando et Filippo            | 15                                                     | 02                                                     |             |             |
| 12e     | 1967  | Thérèse Steinmetz         | Ring-dinge-ding            | Néerlandais                | -                              | 14                                                     | 02                                                     |             |             |
| 13e     | 1968  | Ronnie Tober              | Morgen                     | Néerlandais                | Demain                         | 16                                                     | 01                                                     |             |             |
| 14e     | 1969  | Lenny Kuhr                | De troubadour              | Néerlandais                | Le troubadour                  | 01                                                     | 18                                                     |             |             |
| 15e     | 1970  | Hearts of Soul            | Waterman                   | Néerlandais                | Verseau                        | 07                                                     | 07                                                     |             |             |
| 16e     | 1971  | Saskia & Serge            | Tijd                       | Néerlandais                | Temps                          | 06                                                     | 85                                                     |             |             |
| 17e     | 1972  | Sandra & Andres           | Als het om de liefde gaat  | Néerlandais                | Lorsque cela concerne l'amour  | 04                                                     | 106                                                    |             |             |
| 18e     | 1973  | Ben Cramer                | De oude muzikant           | Néerlandais                | Le vieux musicien              | 14                                                     | 69                                                     |             |             |
| 19e     | 1974  | Mouth & MacNeal           | I See a Star               | Anglais                    | Je vois une étoile             | 03                                                     | 15                                                     |             |             |
| 20e     | 1975  | Teach-In                  | Ding-a-dong                | Anglais                    | -                              | 01                                                     | 152                                                    |             |             |
| 21e     | 1976  | Sandra Reemer             | The Party's Over           | Anglais                    | La fête est finie              | 09                                                     | 56                                                     |             |             |
| 22e     | 1977  | Heddy Lester              | De mallemolen              | Néerlandais                | Les chevaux de bois            | 12                                                     | 35                                                     |             |             |
| 23e     | 1978  | Harmony                   | 't Is OK                   | Néerlandais                | C'est d'accord                 | 13                                                     | 37                                                     |             |             |
| 24e     | 1979  | Xandra                    | Colorado                   | Néerlandais                | Colorado                       | 12                                                     | 51                                                     |             |             |
| 25e     | 1980  | Maggie MacNeal            | Amsterdam                  | Néerlandais                | Amsterdam                      | 05                                                     | 93                                                     |             |             |
| 26e     | 1981  | Linda Williams            | Het is een wonder          | Néerlandais                | C'est un miracle               | 09                                                     | 51                                                     |             |             |
| 27e     | 1982  | Bill van Dijk             | Jij en ik                  | Néerlandais                | Toi et moi                     | 16                                                     | 08                                                     |             |             |
| 28e     | 1983  | Bernadette                | Sing Me a Song             | Néerlandais, anglais       | Chante-moi une chanson         | 07                                                     | 66                                                     |             |             |
| 29e     | 1984  | Maribelle                 | Ik hou van jou             | Néerlandais                | Je t'aime                      | 13                                                     | 34                                                     |             |             |
| 30e     | 1985  | Retrait en 1985.          | Retrait en 1985.           | Retrait en 1985.           | Retrait en 1985.               | Retrait en 1985.                                       | Retrait en 1985.                                       |             |             |
| 31e     | 1986  | Frizzle Sizzle            | Alles heeft een ritme      | Néerlandais                | Tout a un rythme               | 13                                                     | 40                                                     |             |             |
| 32e     | 1987  | Marcha                    | Rechtop in de wind         | Néerlandais                | Debout dans le vent            | 05                                                     | 83                                                     |             |             |
| 33e     | 1988  | Gerard Joling             | Shangri-La                 | Néerlandais                | Shangri-La                     | 09                                                     | 70                                                     |             |             |
| 34e     | 1989  | Justine Pelmelay          | Blijf zoals je bent        | Néerlandais                | Reste tel que tu es            | 15                                                     | 45                                                     |             |             |
| 35e     | 1990  | Maywood                   | Ik wil alles met je delen  | Néerlandais                | Je veux tout partager avec toi | 15                                                     | 25                                                     |             |             |
| 36e     | 1991  | Retrait en 1991.          | Retrait en 1991.           | Retrait en 1991.           | Retrait en 1991.               | Retrait en 1991.                                       | Retrait en 1991.                                       |             |             |
| 37e     | 1992  | Humphrey Campbell         | Wijs me de weg             | Néerlandais                | Montre-moi le chemin           | 09                                                     | 67                                                     |             |             |
| 38e     | 1993  | Ruth Jacott               | Vrede                      | Néerlandais                | Paix                           | 06                                                     | 92                                                     |             |             |
| 39e     | 1994  | Willeke Alberti           | Waar is de zon?            | Néerlandais                | Où est le soleil ?             | 23                                                     | 04                                                     |             |             |
| 40e     | 1995  | Relégation en 1995.       | Relégation en 1995.        | Relégation en 1995.        | Relégation en 1995.            | Relégation en 1995.                                    | Relégation en 1995.                                    |             |             |
| 41e     | 1996  | Maxine et Franklin Brown  | De eerste keer             | Néerlandais                | La première fois               | 07                                                     | 78                                                     |             |             |
| 42e     | 1997  | Mrs Einstein              | Niemand heeft nog tijd     | Néerlandais                | Personne n'a plus le temps     | 22                                                     | 05                                                     |             |             |
| 43e     | 1998  | Edsilia Rombley           | Hemel en aarde             | Néerlandais                | Ciel et terre                  | 04                                                     | 150                                                    |             |             |
| 44e     | 1999  | Marlayne                  | One Good Reason            | Anglais                    | Une bonne raison               | 08                                                     | 71                                                     |             |             |
| 45e     | 2000  | Linda Wagenmakers         | No Goodbyes                | Anglais                    | Pas d'au revoir                | 13                                                     | 40                                                     |             |             |
| 46e     | 2001  | Michelle                  | Out On My Own              | Anglais                    | De moi-même                    | 18                                                     | 16                                                     |             |             |
| 47e     | 2002  | Relégation en 2002.       | Relégation en 2002.        | Relégation en 2002.        | Relégation en 2002.            | Relégation en 2002.                                    | Relégation en 2002.                                    |             |             |
| 48e     | 2003  | Esther Hart               | One More Night             | Anglais                    | Une nuit de plus               | 13                                                     | 45                                                     |             |             |
| 49e     | 2004  | Re-Union                  | Without You                | Anglais                    | Sans toi                       | 20                                                     | 11                                                     | 06          | 146         |
| 50e     | 2005  | Glennis Grace             | My Impossible Dream        | Anglais                    | Mon rêve impossible            |                                                        |                                                        | 15          | 53          |
| 51e     | 2006  | Treble                    | Amambanda                  | Langue construite, anglais | -                              |                                                        |                                                        | 20          | 22          |
| 52e     | 2007  | Edsilia Rombley           | On Top of The World        | Anglais                    | Au sommet du monde             |                                                        |                                                        | 21          | 38          |
| 53e     | 2008  | Hind                      | Your Heart Belongs to Me   | Anglais                    | Ton cœur m'appartient          |                                                        |                                                        | 13          | 27          |
| 54e     | 2009  | De Toppers                | Shine                      | Anglais                    | Brille                         |                                                        |                                                        | 17          | 11          |
| 55e     | 2010  | Sieneke                   | Ik ben verliefd (Shalalie) | Néerlandais                | Je suis amoureuse (Shalalie)   |                                                        |                                                        | 14          | 29          |
| 56e     | 2011  | 3JS                       | Never Alone                | Anglais                    | Jamais seul                    |                                                        |                                                        | 19          | 13          |
| 57e     | 2012  | Joan Franka               | You and Me                 | Anglais                    | Toi et moi                     |                                                        |                                                        | 15          | 35          |
| 58e     | 2013  | Anouk                     | Birds                      | Anglais                    | Oiseaux                        | 09                                                     | 114                                                    | 06          | 75          |
| 59e     | 2014  | The Common Linnets        | Calm After the Storm       | Anglais                    | Calme après la tempête         | 02                                                     | 238                                                    | 01          | 150         |
| 60e     | 2015  | Trijntje Oosterhuis       | Walk Along                 | Anglais                    | Marche                         |                                                        |                                                        | 14          | 33          |
| 61e     | 2016  | Douwe Bob                 | Slow Down                  | Anglais                    | Ralentis                       | 11                                                     | 153                                                    | 05          | 197         |
| 62e     | 2017  | O'G3NE                    | Lights and Shadows         | Anglais                    | Lumières et ombres             | 11                                                     | 150                                                    | 04          | 200         |
| 63e     | 2018  | Waylon                    | Outlaw in 'Em              | Anglais                    | Hors-la-loi en eux             | 18                                                     | 121                                                    | 07          | 174         |
| 64e     | 2019  | Duncan Laurence           | Arcade                     | Anglais                    | -                              | 01                                                     | 498                                                    | 01          | 280         |
| 65e     | 2020  | Jeangu Macrooy            | Grow                       | Anglais                    | Grandir                        | Concours annulé à la suite de la pandémie de Covid-19. | Concours annulé à la suite de la pandémie de Covid-19. |             |             |
| 65e     | 2021  | Jeangu Macrooy            | Birth of a New Age         | Anglais, sranan            | Naissance d'un nouvel âge      | 23                                                     | 11                                                     |             |             |
| 66e     | 2022  | S10                       | De diepte                  | Néerlandais                | La profondeur                  | 11                                                     | 171                                                    | 02          | 221         |
| 67e     | 2023  | Mia Nicolai & Dion Cooper | Burning Daylight           | Anglais                    | Lumière du jour brûlante       |                                                        |                                                        | 13          | 7           |
| 68e     | 2024  | Joost Klein               | Europapa                   | Néerlandais                | -                              | Disqualification.                                      | Disqualification.                                      | 02          | 182         |
| 69e     | 2025  | Claude                    | C'est la vie               | Français, anglais          | -                              | 12                                                     | 175                                                    | 03          | 121         |
| 70e     | 2026  |                           |                            |                            |                                |                                                        |                                                        |             |             |

- Première place
- Deuxième place
- Troisième place
- Dernière place
- Pays-Bas organisateurs

 Qualification automatique en finale
 Élimination en demi-finale

## Galerie

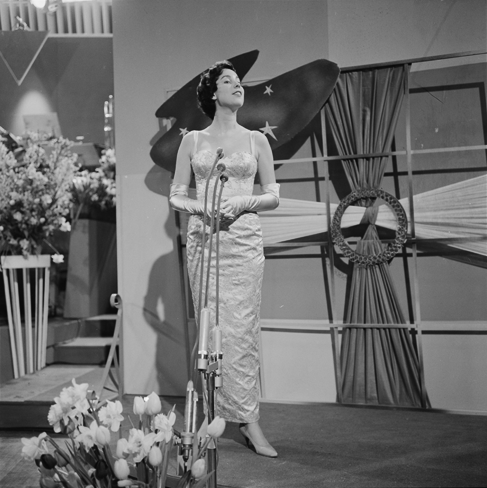
Corry Brokken à Hilversum (1958)
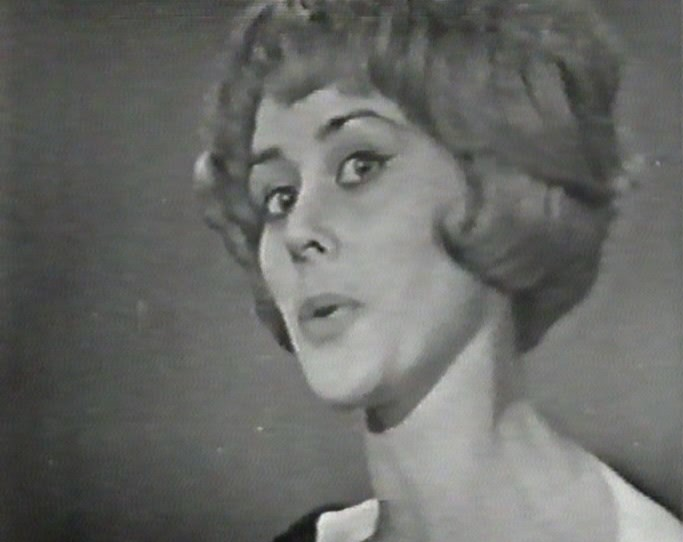
Conny Vandenbos à Naples (1965)
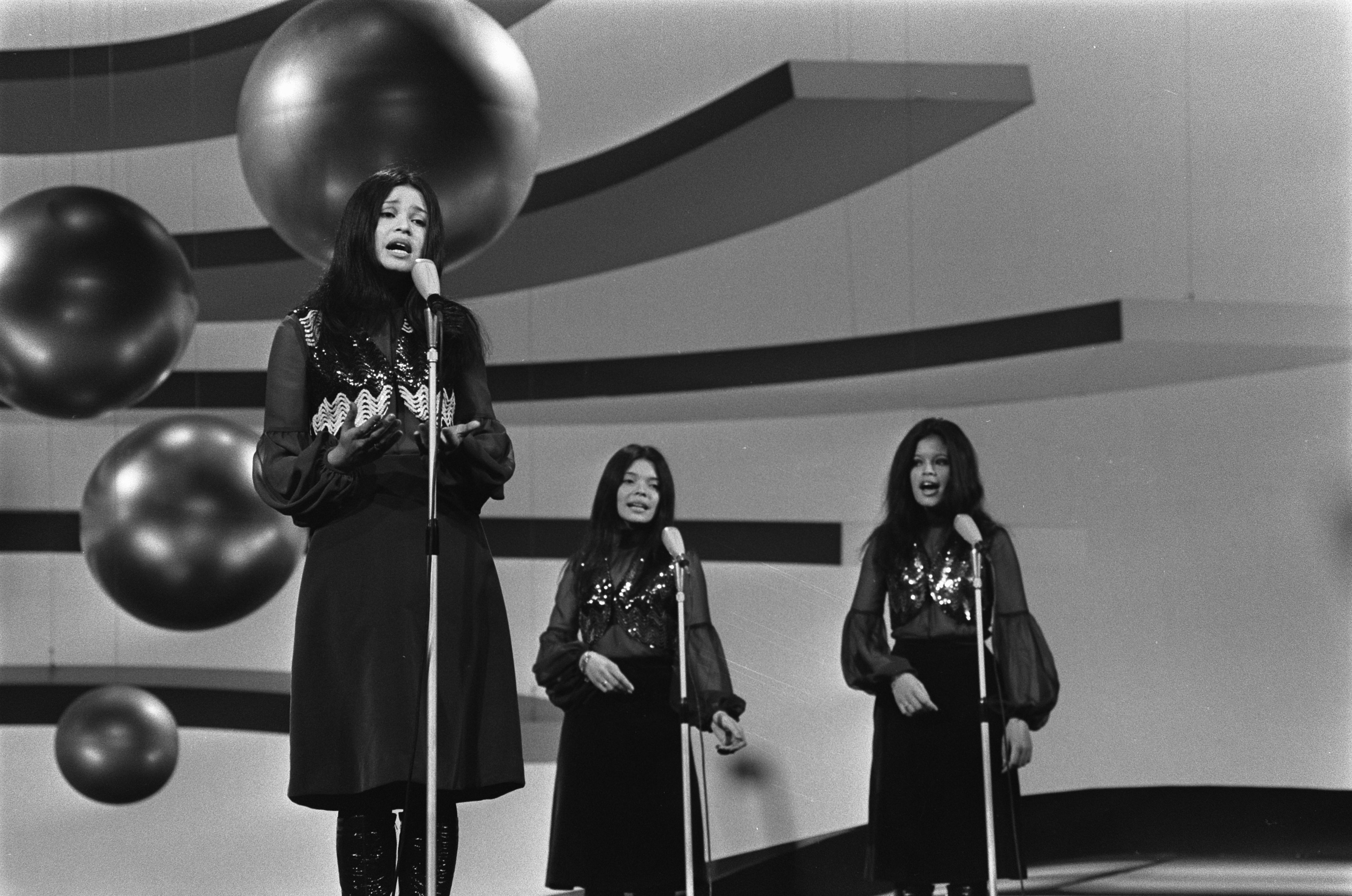
Hearts of Soul à Amsterdam (1970)
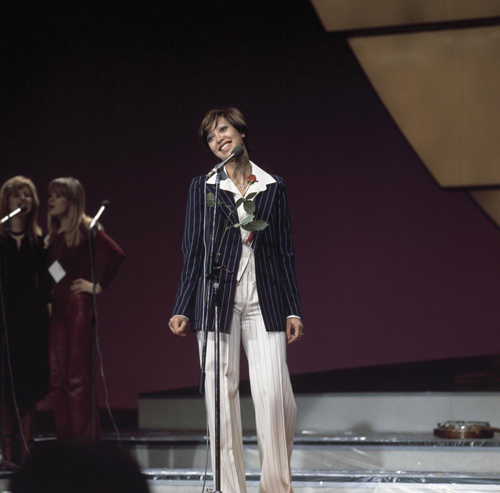
Sandra Reemer à la Haye (1976).
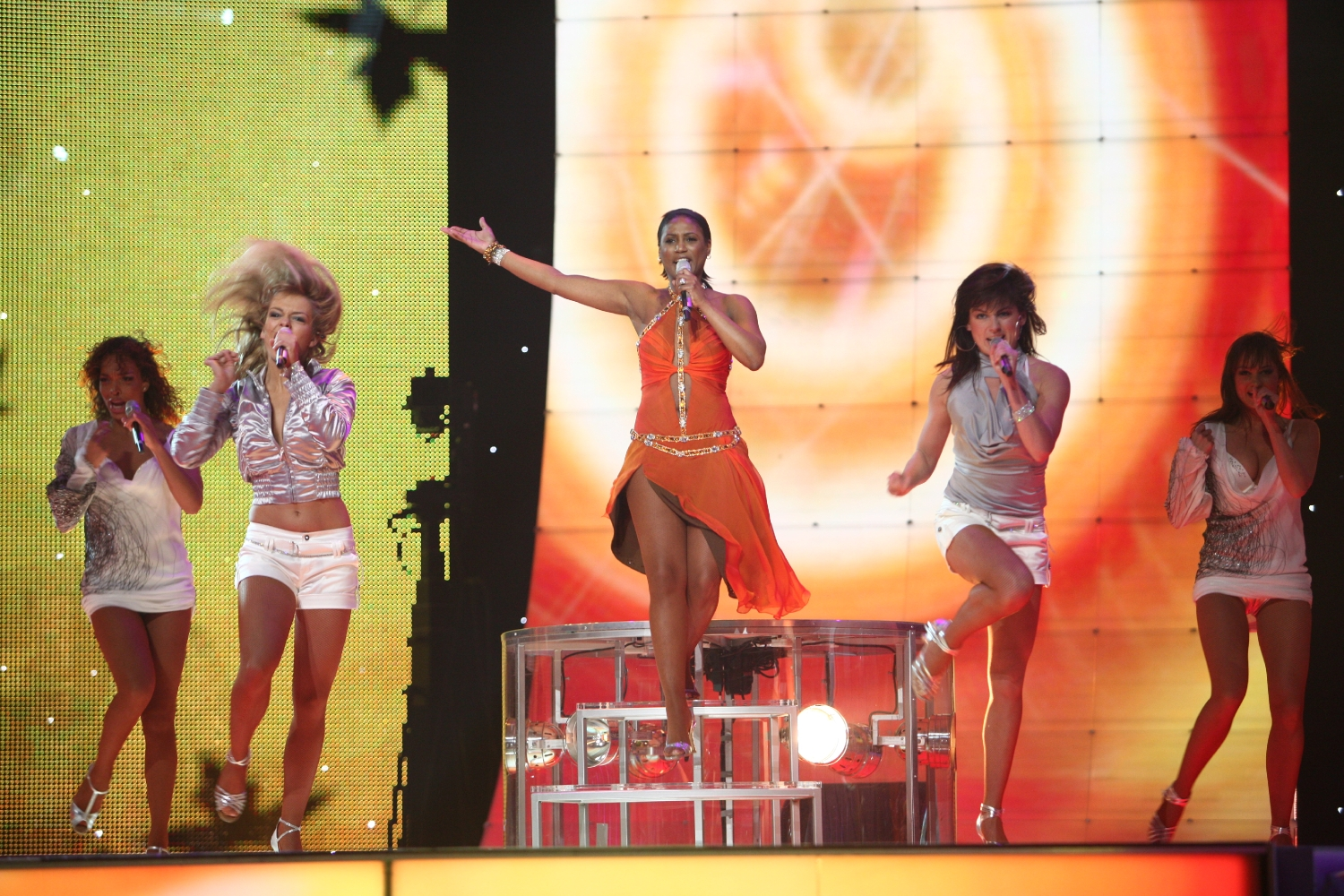
Edsilia Rombley à Helsinki (2007)
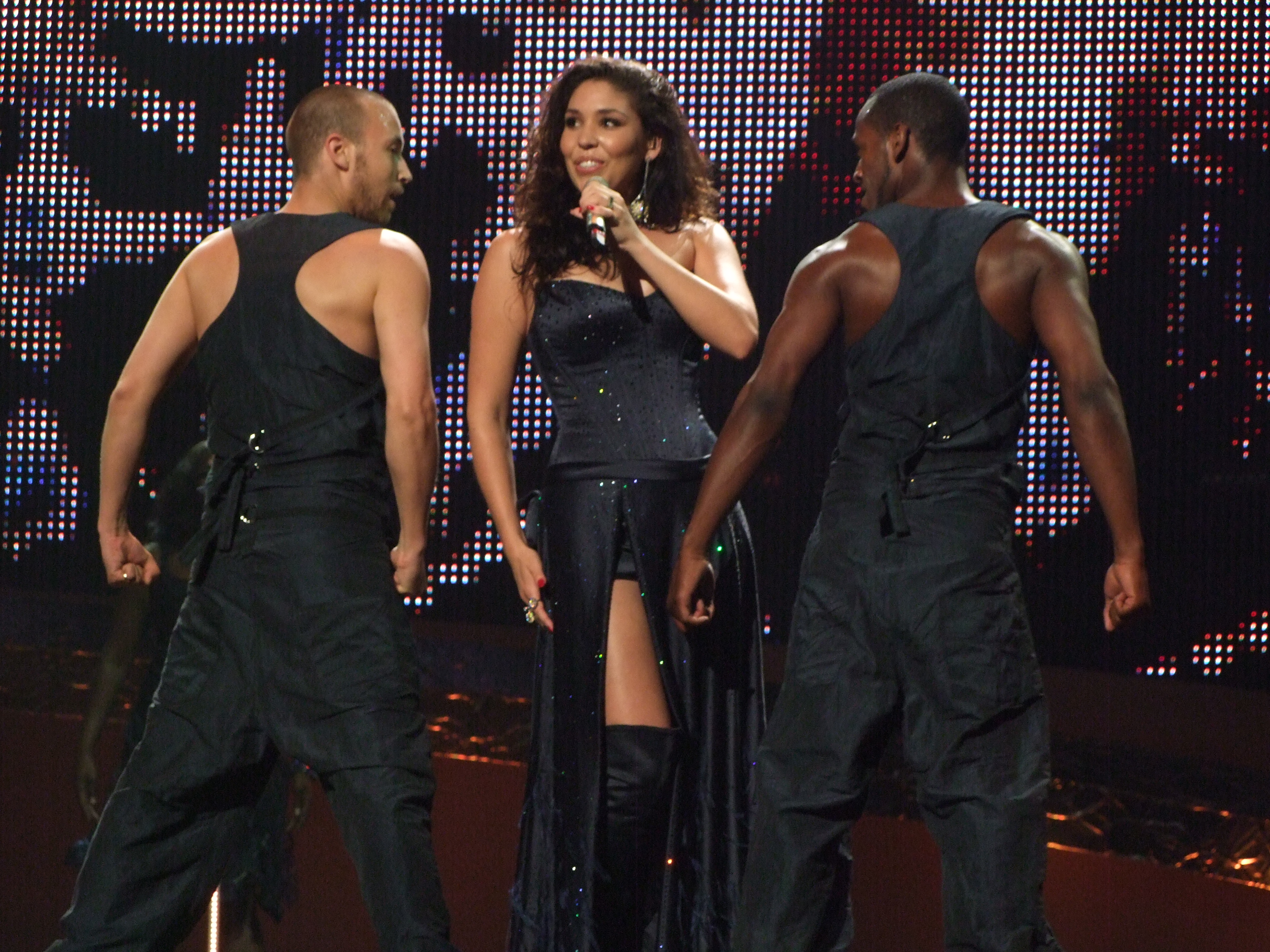
Hind à Belgrade (2008)
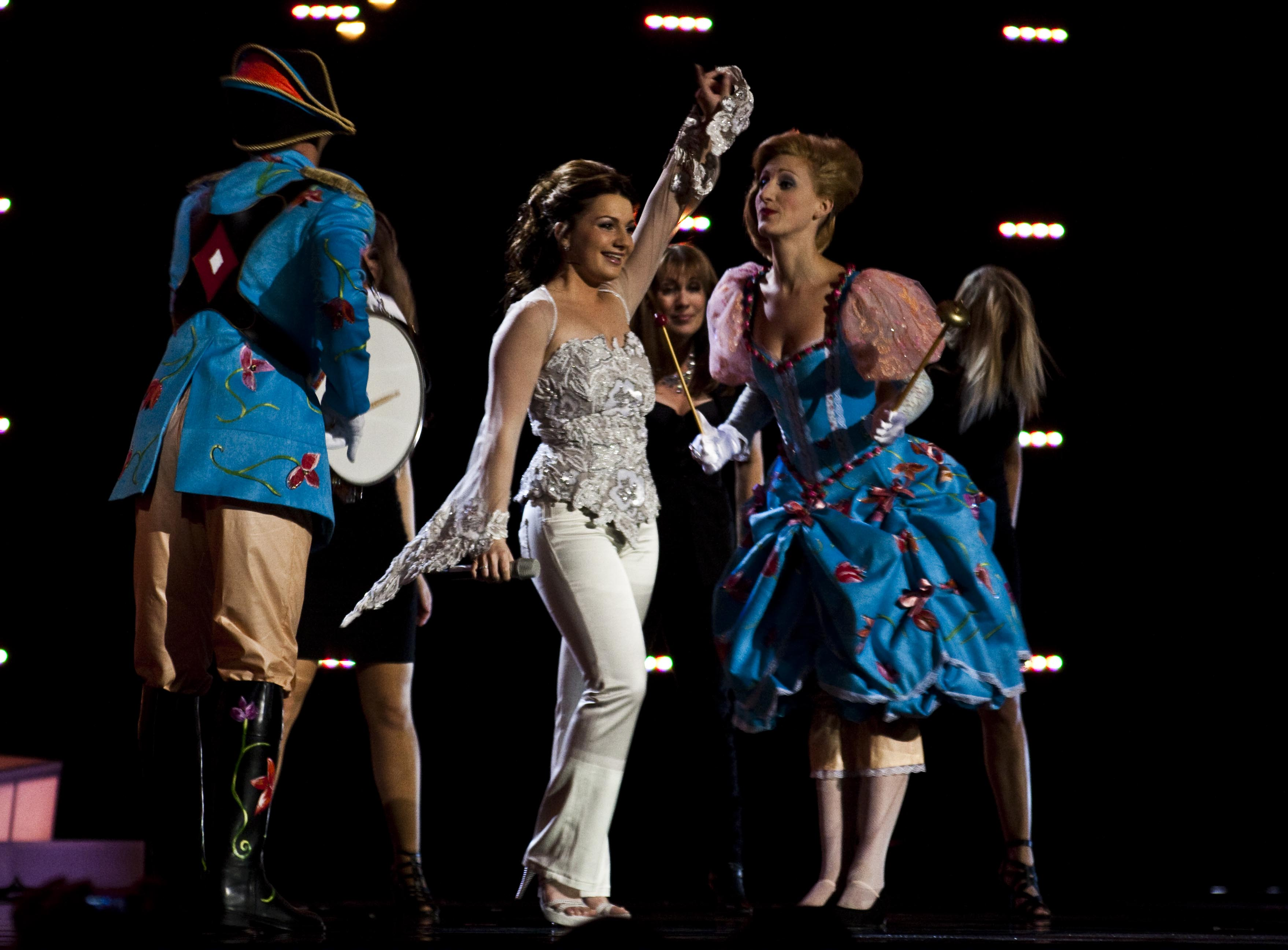
Sieneke à Oslo (2010)
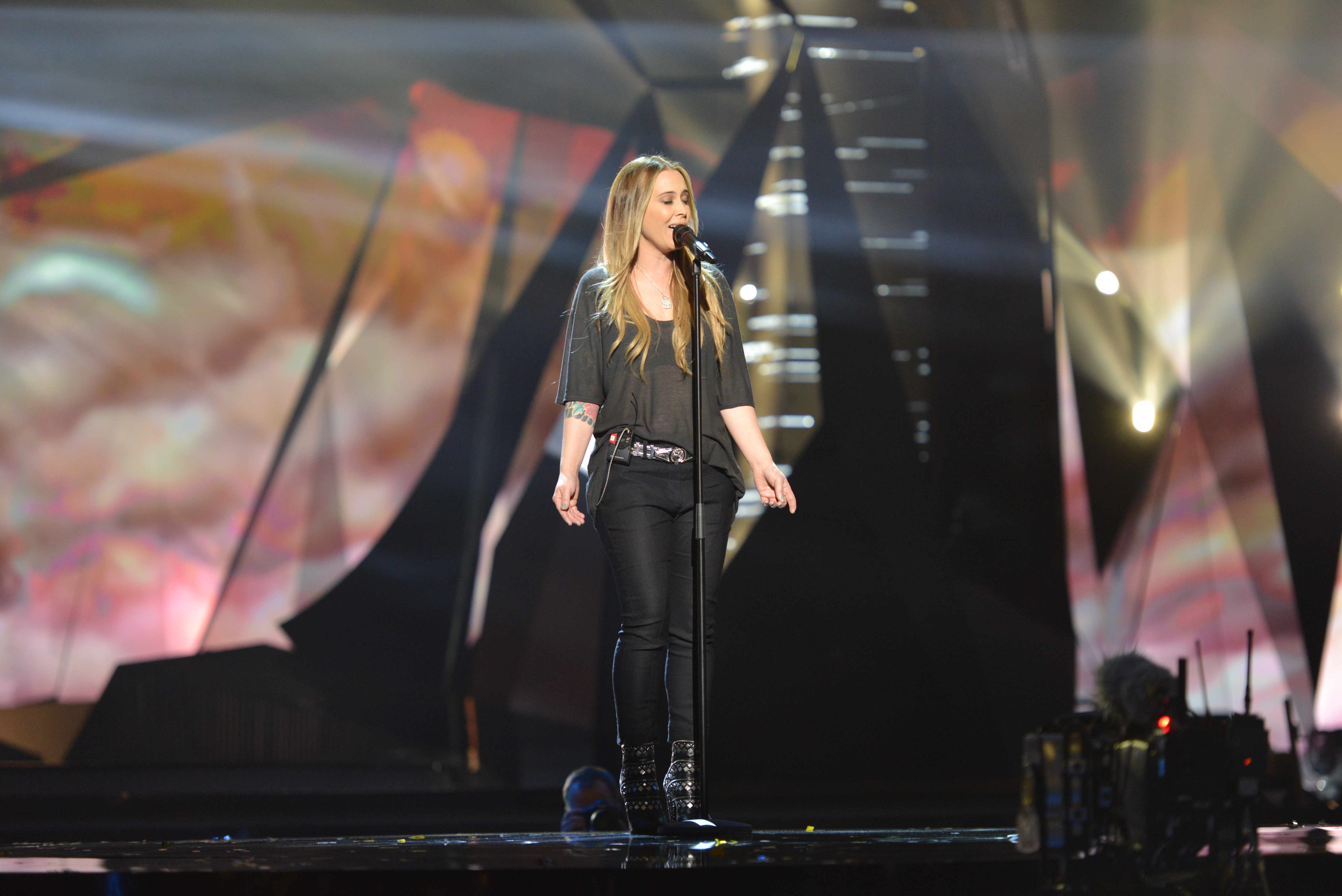
Anouk à Malmö (2013)
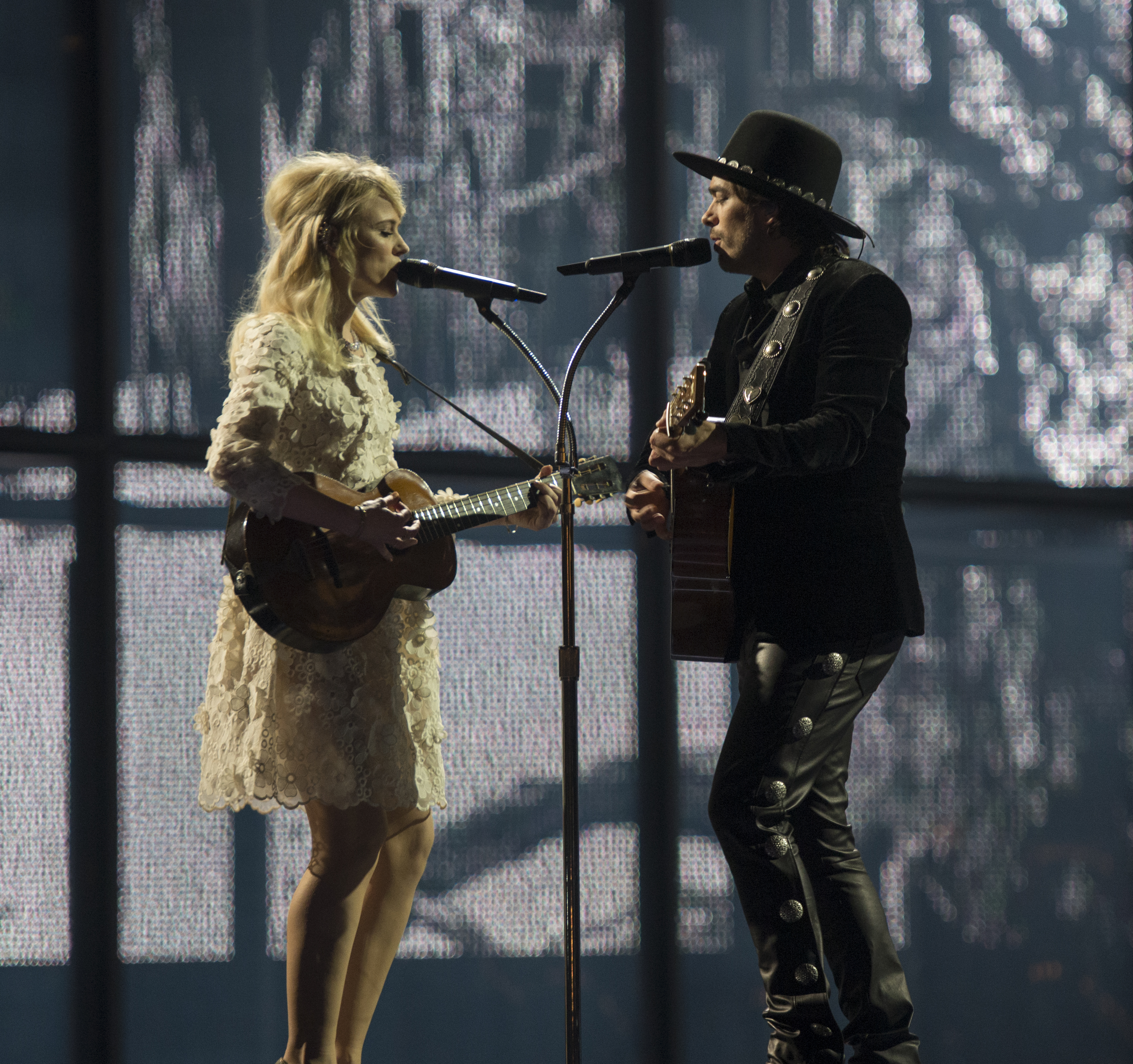
The Common Linnets à Copenhague (2014)
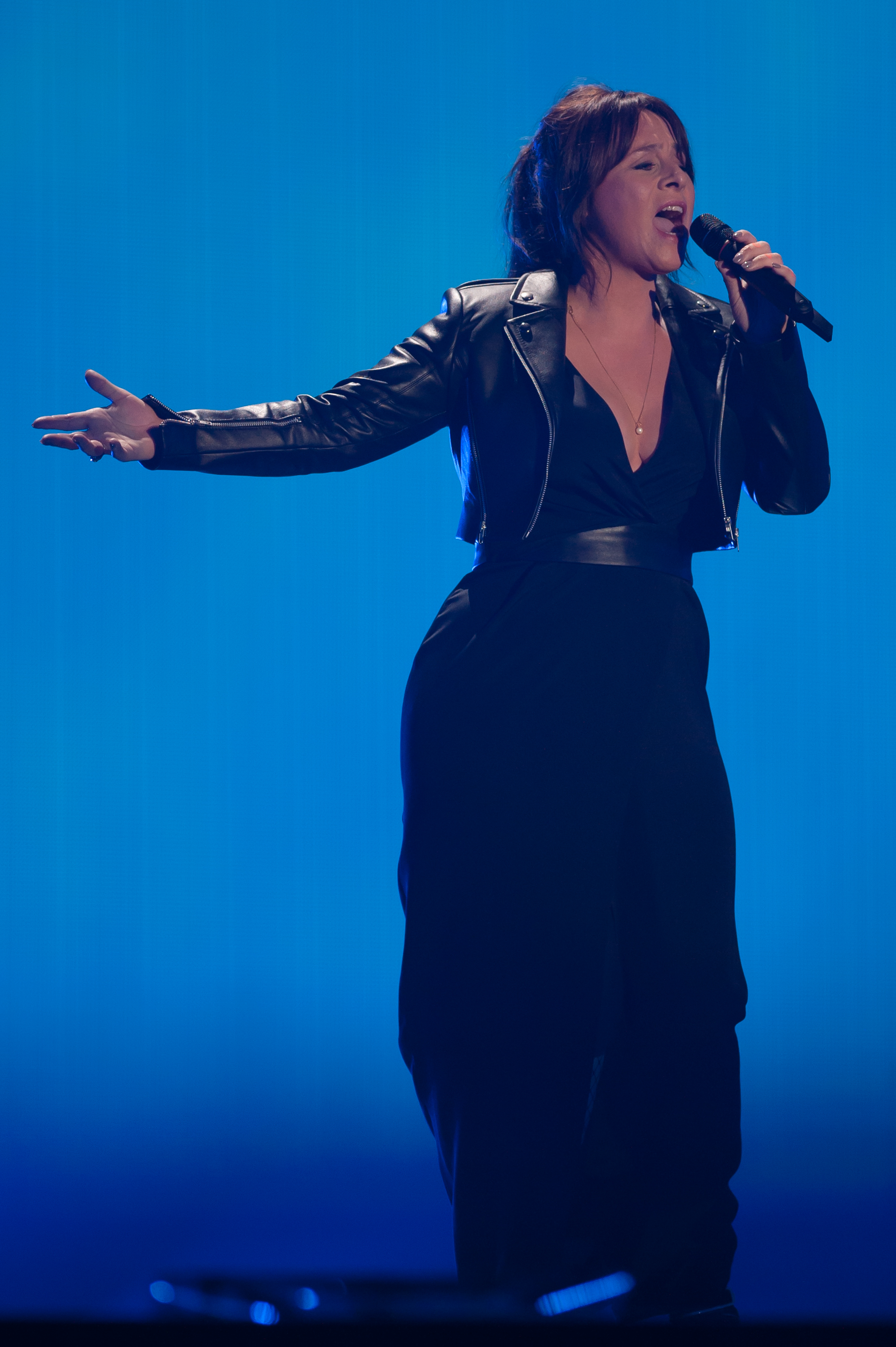
Trijntje Oosterhuis à Vienne (2015)
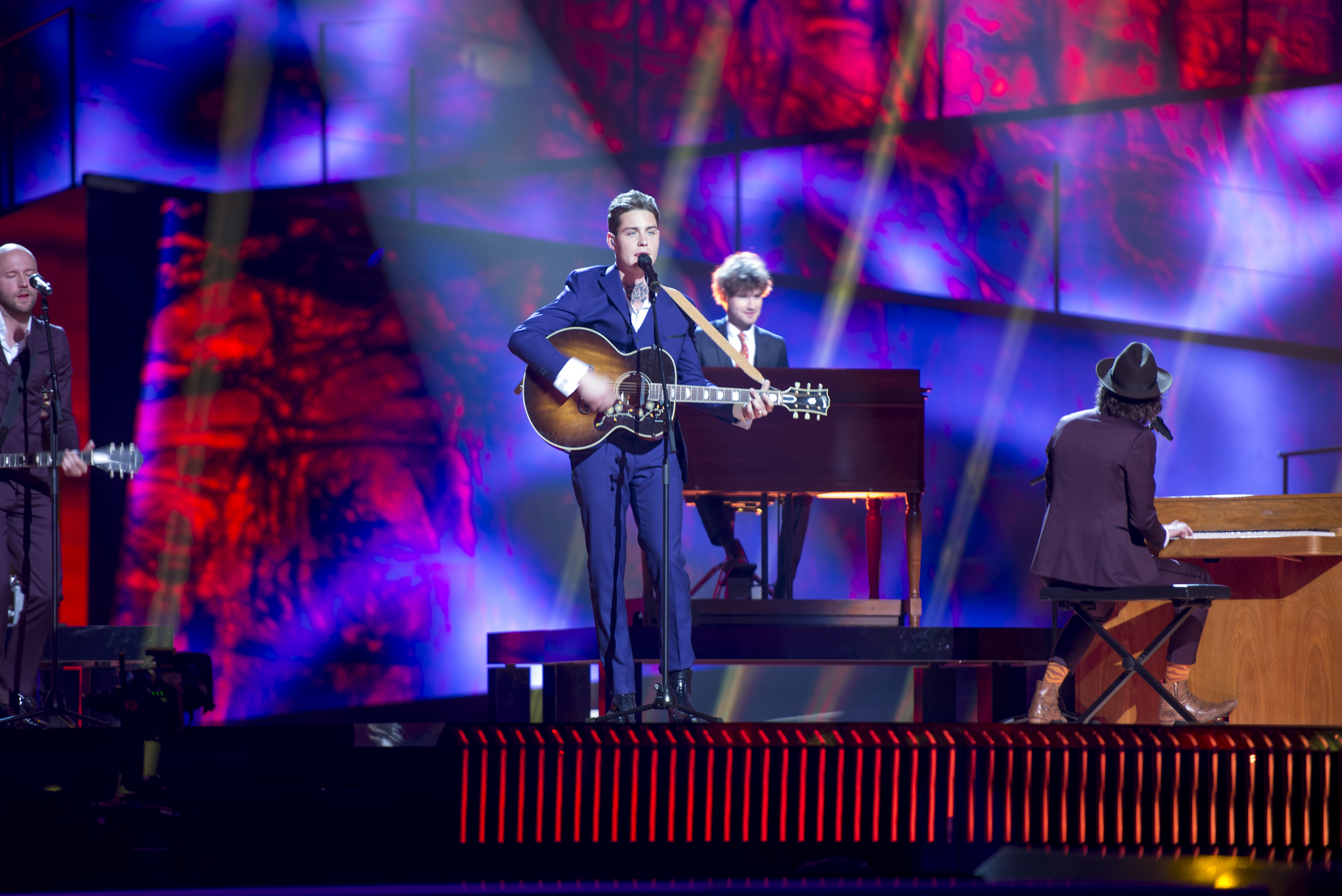
Douwe Bob à Stockholm (2016)
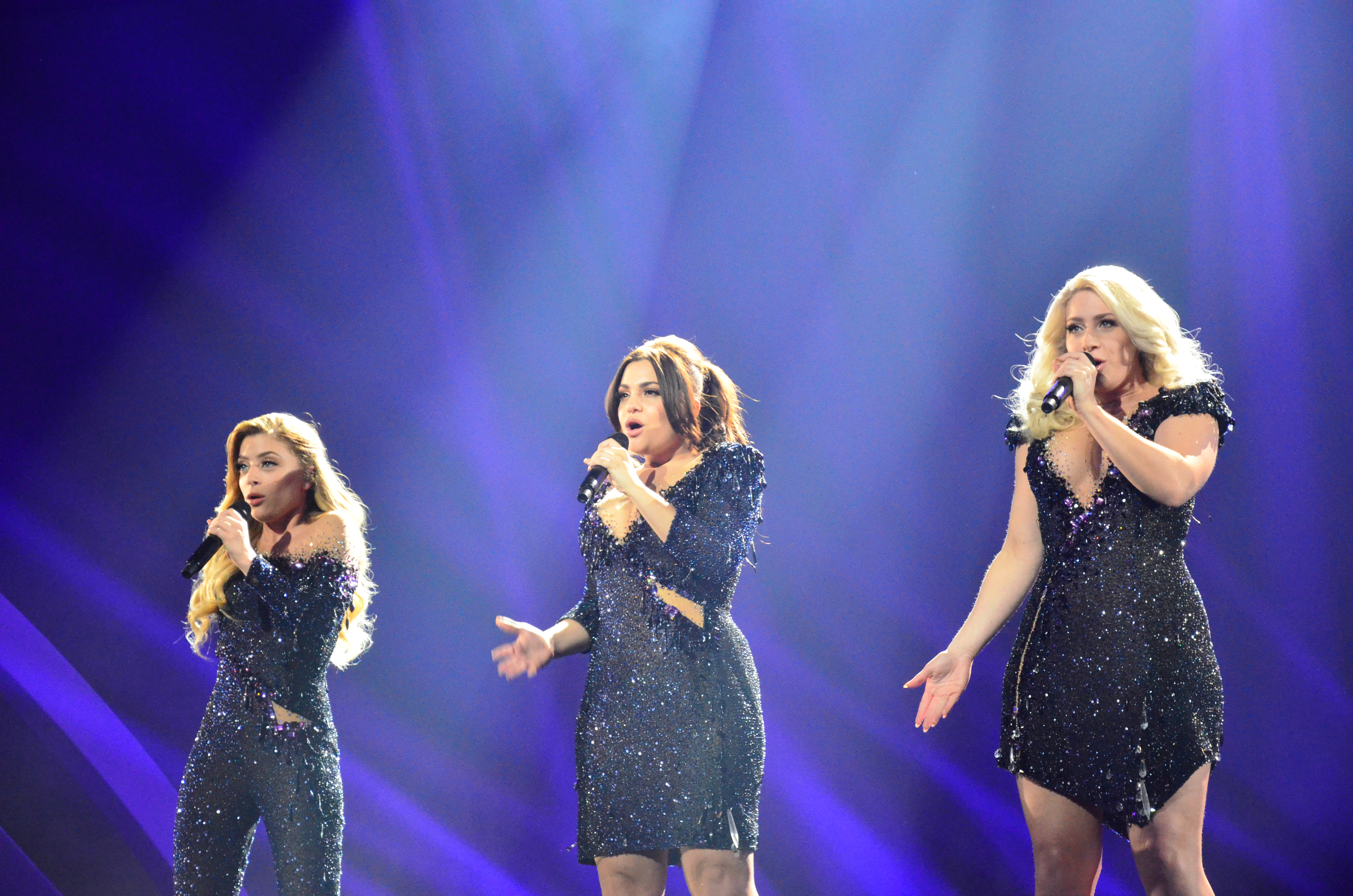
O'G3NE à Kiev (2017)
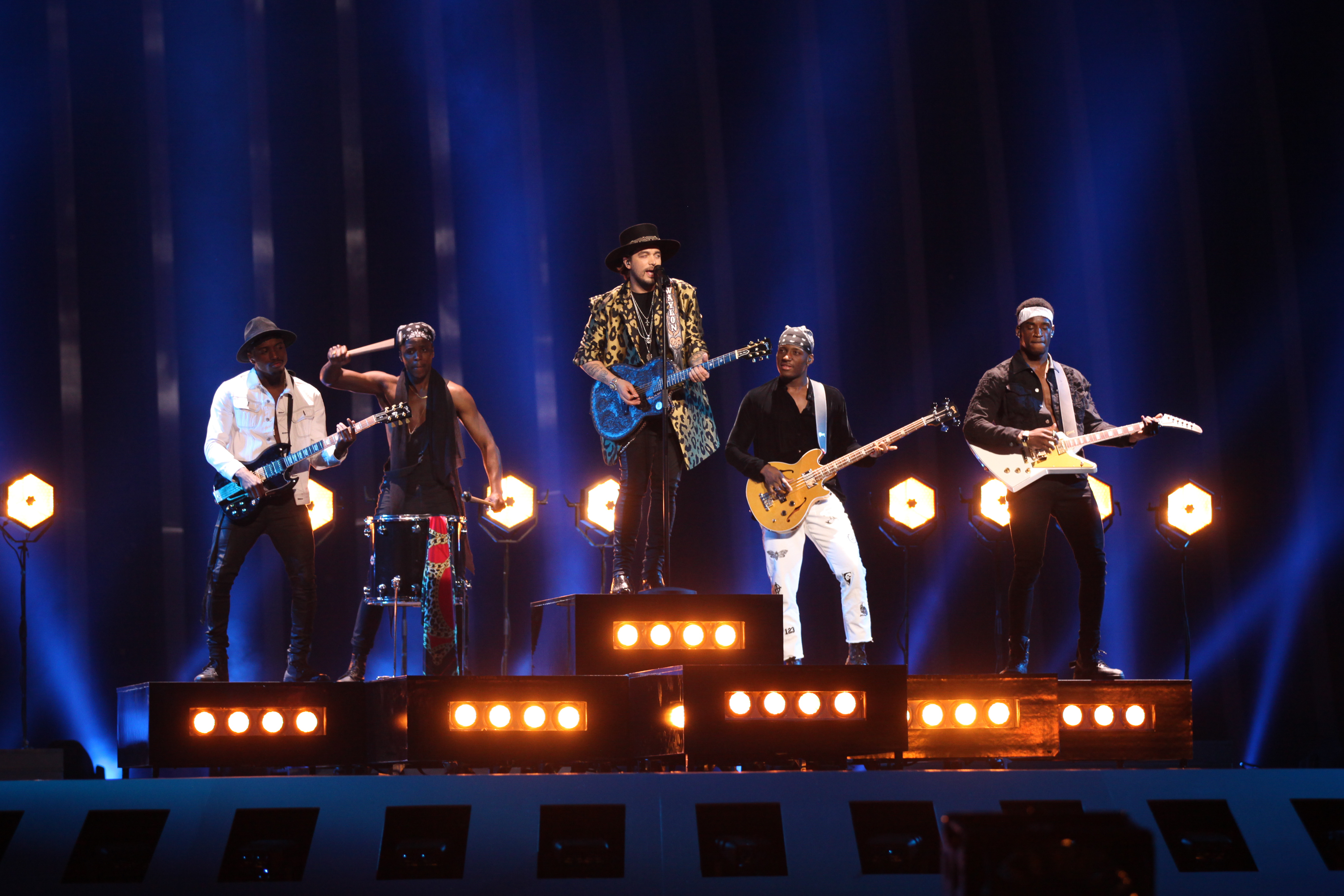
Waylon à Lisbonne (2018)
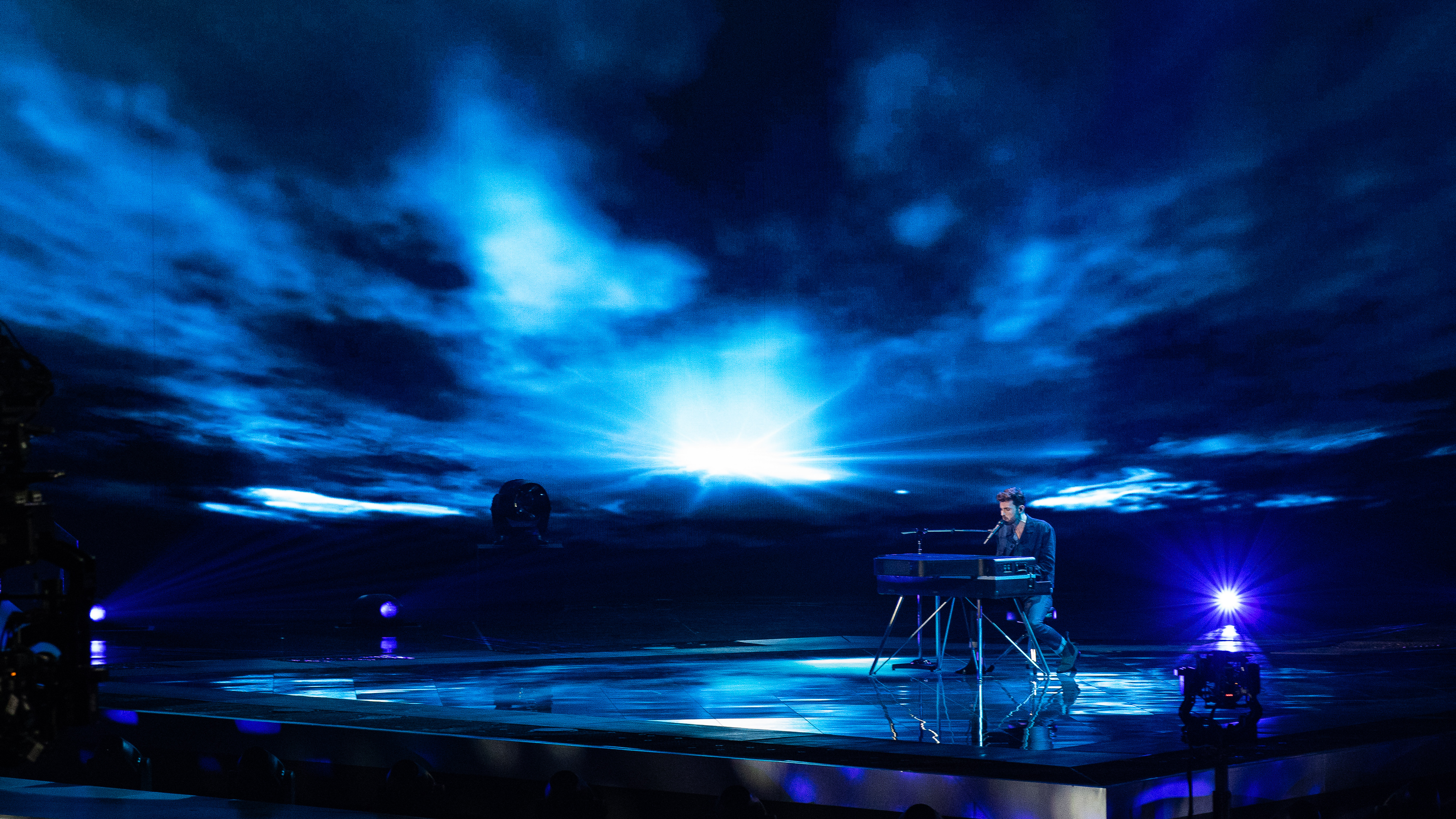
Duncan Laurence à Tel Aviv (2019)
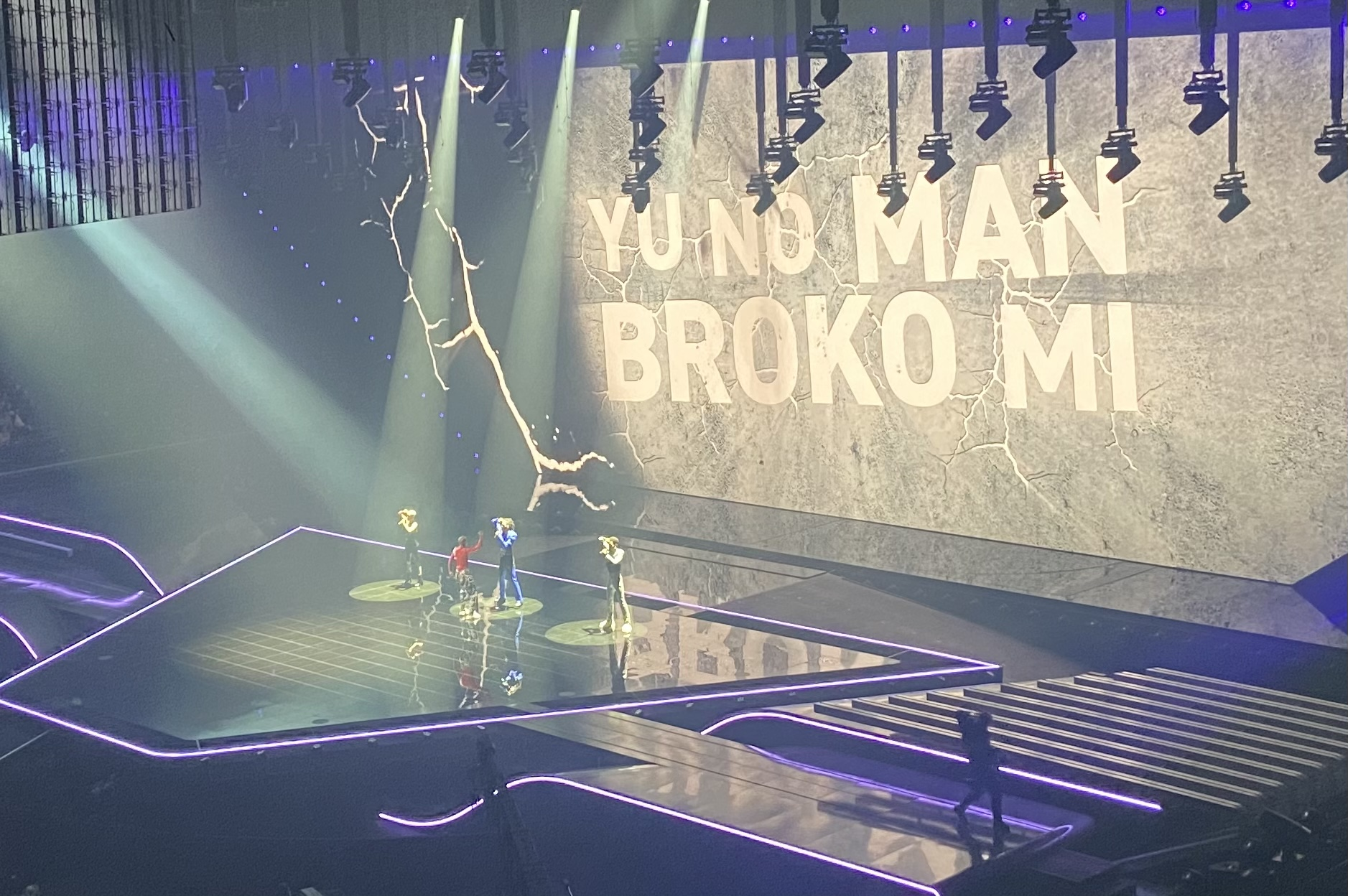
Jeangu Macrooy à Rotterdam (2021)
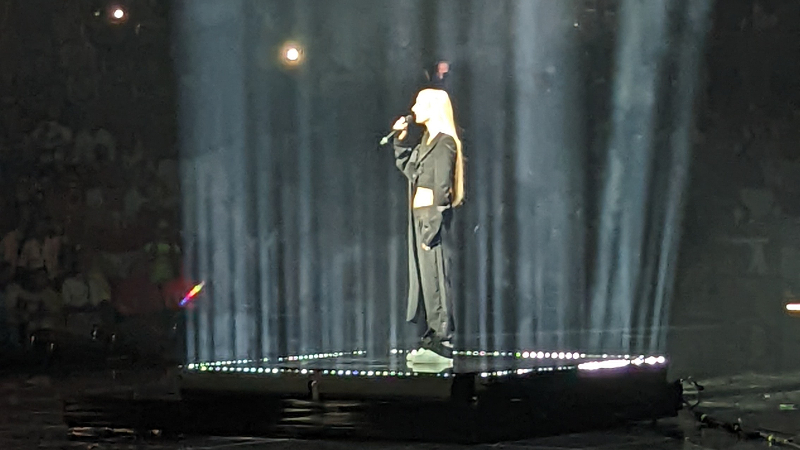
S10 à Turin (2022)
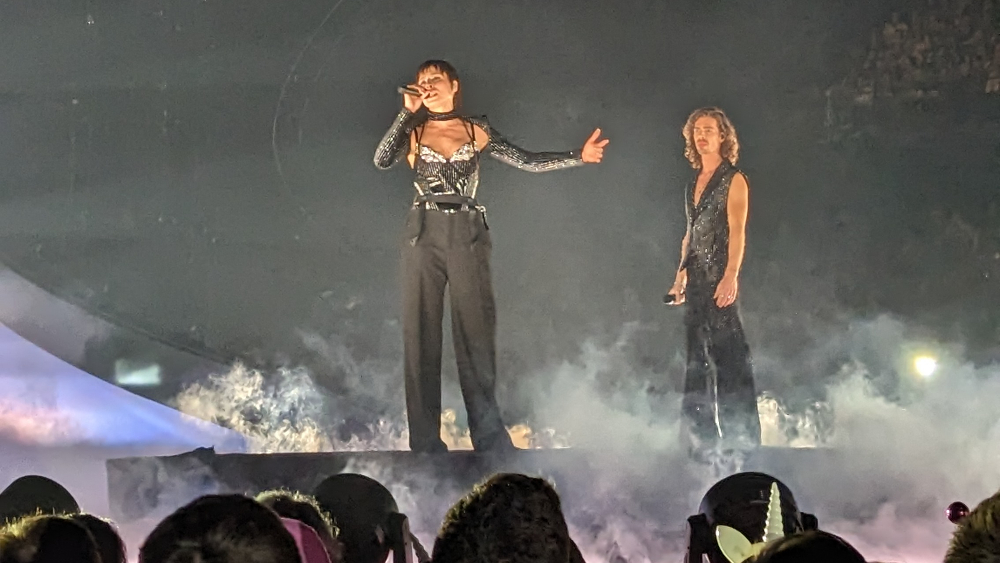
Mia Nicolai et Dion Cooper à Liverpool (2023)
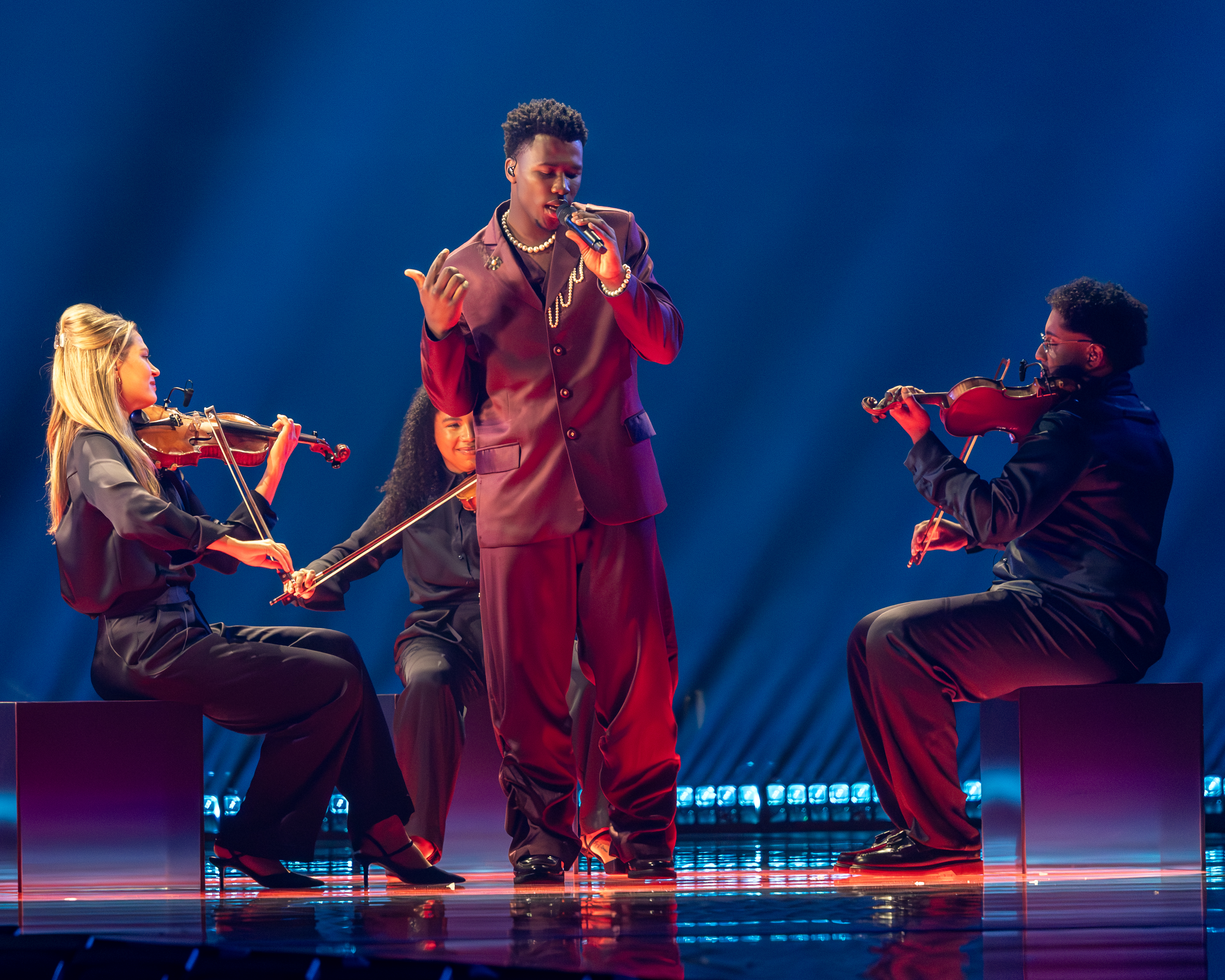
Claude à Bâle (2025)

## Chefs d'orchestre, commentateurs et porte-paroles
| Année | Chef d'orchestre    | Commentateur(s)                    | Porte-parole                 |
| ----- | ------------------- | ---------------------------------- | ---------------------------- |
| 1956  | Fernando Paggi      | Piet te Nuyl                       | -                            |
| 1957  | Dolf van der Linden | Piet te Nuyl                       | Willem Duys                  |
| 1958  | Dolf van der Linden | Siebe van der Zee                  | Piet te Nuyl                 |
| 1959  | Dolf van der Linden | Piet te Nuyl                       | Siebe van der Zee            |
| 1960  | Dolf van der Linden | Piet te Nuyl                       | Siebe van der Zee            |
| 1961  | Dolf van der Linden | Piet te Nuyl                       | Siebe van der Zee            |
| 1962  | Dolf van der Linden | Willem Duys                        | Ger Lugtenburg               |
| 1963  | Eric Robinson       | Willem Duys                        | Pim Jacobs                   |
| 1964  | Dolf van der Linden | Ageeth Scherphuis                  | Pim Jacobs                   |
| 1965  | Dolf van der Linden | Teddy Scholten                     | Pim Jacobs                   |
| 1966  | Dolf van der Linden | Teddy Scholten                     | Pim Jacobs                   |
| 1967  | Dolf van der Linden | Leo Nelissen                       | Ellen Blazer                 |
| 1968  | Dolf van der Linden | Elles Berger                       | Willem Duys                  |
| 1969  | Frans de Kok        | Pim Jacobs                         | Leo Nelissen                 |
| 1970  | Dolf van der Linden | Pim Jacobs                         | Flip van der Schalie         |
| 1971  | Dolf van der Linden | Pim Jacobs                         | -                            |
| 1972  | Harry van Hoof      | Pim Jacobs                         | -                            |
| 1973  | Harry van Hoof      | Pim Jacobs                         | -                            |
| 1974  | Harry van Hoof      | Willem Duys                        | Dick van Bommel              |
| 1975  | Harry van Hoof      | Willem Duys                        | Dick van Bommel              |
| 1976  | Harry van Hoof      | Willem Duys                        | Dick van Bommel              |
| 1977  | Harry van Hoof      | Ati Dijckmeester                   | Ralph Inbar                  |
| 1978  | Harry van Hoof      | Willem Duys                        | Dick van Bommel              |
| 1979  | Harry van Hoof      | Willem Duys                        | Ivo Niehe                    |
| 1980  | Rogier van Otterloo | Pim Jacobs                         | Flip van der Schalie         |
| 1981  | Rogier van Otterloo | Pim Jacobs                         | Flip van der Schalie         |
| 1982  | Rogier van Otterloo | Pim Jacobs                         | Flip van der Schalie         |
| 1983  | Piet Souer          | Willem Duys                        | Flip van der Schalie         |
| 1984  | Rogier van Otterloo | Ivo Niehe                          | Flip van der Schalie         |
| 1985  | retrait             | Gerrit den Braber                  | retrait                      |
| 1986  | Harry van Hoof      | Leo van der Goot                   | Joop van Zijl                |
| 1987  | Rogier van Otterloo | Willem van Beusekom                | Ralph Inbar                  |
| 1988  | Harry van Hoof      | Willem van Beusekom                | Joop van Os                  |
| 1989  | Harry van Hoof      | Willem van Beusekom                | Joop van Os                  |
| 1990  | Harry van Hoof      | Willem van Beusekom                | Joop van Os                  |
| 1991  | retrait             | retrait                            | retrait                      |
| 1992  | Harry van Hoof      | Willem van Beusekom                | Herman Slager                |
| 1993  | Harry van Hoof      | Willem van Beusekom                | Joop van Os                  |
| 1994  | Harry van Hoof      | Willem van Beusekom                | Joop van Os                  |
| 1995  | relégation          | Paul de Leeuw                      | relégation                   |
| 1996  | Dick Bakker         | Willem van Beusekom                | Marga Bult                   |
| 1997  | Dick Bakker         | Willem van Beusekom                | Corry Brokken                |
| 1998  | Dick Bakker         | Willem van Beusekom                | Conny Vandenbos              |
| 1999  | -                   | Willem van Beusekom                | Edsilia Rombley              |
| 2000  | -                   | Willem van Beusekom                | Marlayne                     |
| 2001  | -                   | Willem van Beusekom                | Marlayne                     |
| 2002  | -                   | Willem van Beusekom                | relégation                   |
| 2003  | -                   | Willem van Beusekom                | Marlayne                     |
| 2004  | -                   | Willem van Beusekom & Cornald Maas | Esther Hart                  |
| 2005  | -                   | Willem van Beusekom & Cornald Maas | Nancy Coolen                 |
| 2006  | -                   | Cornald Maas & Paul de Leeuw       | Paul de Leeuw                |
| 2007  | -                   | Cornald Maas & Paul de Leeuw       | Paul de Leeuw                |
| 2008  | -                   | Cornald Maas                       | Esther Hart                  |
| 2009  | -                   | Cornald Maas                       | Yolanthe Cabau van Kasbergen |
| 2010  | -                   | Cornald Maas & Daniël Dekker       | Yolanthe Cabau van Kasbergen |
| 2011  | -                   | Jan Smit & Daniël Dekker           | Mandy Huydts                 |
| 2012  | -                   | Jan Smit & Daniël Dekker           | Viviënne van den Assem       |
| 2013  | -                   | Jan Smit & Daniël Dekker           | Cornald Maas                 |
| 2014  | -                   | Cornald Maas & Jan Smit            | Tim Douwsma                  |
| 2015  | -                   | Cornald Maas & Jan Smit            | Edsilia Rombley              |
| 2016  | -                   | Cornald Maas & Jan Smit            | Trijntje Oosterhuis          |
| 2017  | -                   | Cornald Maas & Jan Smit            | Douwe Bob                    |
| 2018  | -                   | Cornald Maas & Jan Smit            | O'G3NE                       |
| 2019  | -                   | Cornald Maas & Jan Smit            | Emma Wortelboer              |
| 2021  | -                   | Cornald Maas & Sander Lantinga     | Romy Monteiro                |
| 2022  | -                   | Cornald Maas & Jan Smit            | Jeangu Macrooy               |
| 2023  | -                   | Cornald Maas & Jan Smit            | S10                          |

## Historique de vote
Depuis 1975, les Pays Bas ont attribué le plus de points à :
| Rang | Pays      | Points |
| ---- | --------- | ------ |
| 1    | Suède     | 196    |
| 2    | Belgique  | 184    |
| 3    | Suisse    | 175    |
| 4    | France    | 172    |
| 5    | Israël    | 171    |
| 6    | Allemagne | 155    |
| 7    | Norvège   | 146    |
| 8    | Irlande   | 133    |
| 9    | Turquie   | 132    |
| 10   | Danemark  | 129    |

Depuis 1975, les Pays Bas ont reçu le plus de points de la part de :
| Rang | Pays      | Points |
| ---- | --------- | ------ |
| 1    | Belgique  | 185    |
| 2    | Irlande   | 140    |
| 3    | Allemagne | 135    |
| 4    | France    | 131    |
| 5    | Autriche  | 129    |
| 6    | Suisse    | 127    |
| 7    | Israël    | 120    |
| 7    | Norvège   | 120    |
| 9    | Espagne   | 118    |
| 10   | Suède     | 117    |

### 12 Points
Légende
 Vainqueur - Les Pays-Bas ont donné 12 points à la chanson victorieuse / Les Pays-Bas ont reçu 12 points et ont gagné le concours
 2e place - Les Pays-Bas ont donné 12 points à la chanson arrivée à la seconde place / Les Pays-Bas ont reçu 12 points et sont arrivés deuxième
 3e place - Les Pays-Bas ont donné 12 points à la chanson arrivée à la troisième place / Les Pays-Bas ont reçu 12 points et sont arrivés troisième
 Qualifiés - Les Pays-Bas ont donné 12 points à une chanson parvenue à se qualifier pour la finale / Les Pays-Bas ont reçu 12 points et se sont qualifiés pour la finale
 Non-qualifiée - Les Pays-Bas ont donné 12 points à une chanson éliminée durant les demi-finales / Les Pays-Bas ont reçu 12 points mais n'ont pas parvenus à se qualifier pour la finale
| Année         | Attribués   | Attribués                          | Reçus                                                               | Reçus                                                                |
| Année         | Finale      | Demi-Finale                        | Finale                                                              | Demi-Finale                                                          |
| 1975          | Luxembourg  | Pas de demi-finales                | Espagne Israël Malte Norvège Royaume-Uni Suède                      | Pas de demi-finales                                                  |
| 1976          | France      | Pas de demi-finales                | Aucun                                                               | Pas de demi-finales                                                  |
| 1977          | Belgique    | Pas de demi-finales                | Aucun                                                               | Pas de demi-finales                                                  |
| 1978          | Israël      | Pas de demi-finales                | Israël                                                              | Pas de demi-finales                                                  |
| 1979          | France      | Pas de demi-finales                | Aucun                                                               | Pas de demi-finales                                                  |
| 1980          | Allemagne   | Pas de demi-finales                | Autriche France Luxembourg Turquie                                  | Pas de demi-finales                                                  |
| 1981          | Royaume-Uni | Pas de demi-finales                | Aucun                                                               | Pas de demi-finales                                                  |
| 1982          | Chypre      | Pas de demi-finales                | Aucun                                                               | Pas de demi-finales                                                  |
| 1983          | Israël      | Pas de demi-finales                | Suisse                                                              | Pas de demi-finales                                                  |
| 1984          | France      | Pas de demi-finales                | Aucun                                                               | Pas de demi-finales                                                  |
| 1986          | Suisse      | Pas de demi-finales                | Aucun                                                               | Pas de demi-finales                                                  |
| 1987          | Irlande     | Pas de demi-finales                | France                                                              | Pas de demi-finales                                                  |
| 1988          | Danemark    | Pas de demi-finales                | Grèce Luxembourg                                                    | Pas de demi-finales                                                  |
| 1989          | Danemark    | Pas de demi-finales                | Aucun                                                               | Pas de demi-finales                                                  |
| 1990          | France      | Pas de demi-finales                | Aucun                                                               | Pas de demi-finales                                                  |
| 1992          | Italie      | Pas de demi-finales                | Aucun                                                               | Pas de demi-finales                                                  |
| 1993          | Portugal    | Pas de demi-finales                | Irlande                                                             | Pas de demi-finales                                                  |
| 1994          | Irlande     | Pas de demi-finales                | Aucun                                                               | Pas de demi-finales                                                  |
| 1996          | Irlande     | Pas de demi-finales                | Autriche                                                            | Pas de demi-finales                                                  |
| 1997          | Royaume-Uni | Pas de demi-finales                | Aucun                                                               | Pas de demi-finales                                                  |
| 1998          | Allemagne   | Pas de demi-finales                | Belgique Hongrie                                                    | Pas de demi-finales                                                  |
| 1999          | Allemagne   | Pas de demi-finales                | Belgique                                                            | Pas de demi-finales                                                  |
| 2000          | Turquie     | Pas de demi-finales                | Aucun                                                               | Pas de demi-finales                                                  |
| 2001          | Estonie     | Pas de demi-finales                | Aucun                                                               | Pas de demi-finales                                                  |
| 2003          | Turquie     | Pas de demi-finales                | Aucun                                                               | Pas de demi-finales                                                  |
| 2004          | Turquie     | Serbie-et-Monténégro               | Aucun                                                               | Belgique Irlande                                                     |
| 2005          | Turquie     | Danemark                           | Non qualifiés                                                       | Belgique                                                             |
| 2006          | Turquie     | Arménie                            | Non qualifiés                                                       | Aucun                                                                |
| 2007          | Turquie     | Turquie                            | Non qualifiés                                                       | Aucun                                                                |
| 2008          | Arménie     | Arménie                            | Non qualifiés                                                       | Aucun                                                                |
| 2009          | Norvège     | Norvège                            | Non qualifiés                                                       | Aucun                                                                |
| 2010          | Arménie     | Israël                             | Non qualifiés                                                       | Aucun                                                                |
| 2011          | Danemark    | Suède                              | Non qualifiés                                                       | Aucun                                                                |
| 2012          | Suède       | Suède                              | Non qualifiés                                                       | Aucun                                                                |
| 2013          | Belgique    | Danemark                           | Belgique                                                            | Belgique                                                             |
| 2014          | Autriche    | Arménie                            | Allemagne Estonie Hongrie Islande Lettonie Lituanie Norvège Pologne | Danemark Estonie Hongrie Islande Lettonie Portugal Saint-Marin Suède |
| 2015          | Belgique    | Belgique                           | Non qualifiés                                                       | Aucun                                                                |
| 2016 Jury     | Australie   | Croatie                            | Islande                                                             | Estonie Finlande Islande Saint-Marin                                 |
| 2016 Télévote | Belgique    | Arménie                            | Aucun                                                               | Aucun                                                                |
| 2017 Jury     | Portugal    | Bulgarie                           | Autriche Roumanie                                                   | Croatie Roumanie Saint-Marin                                         |
| 2017 Télévote | Portugal    | Bulgarie                           | Aucun                                                               | Aucun                                                                |
| 2018 Jury     | Allemagne   | Suède                              | Aucun                                                               | Ukraine                                                              |
| 2018 Télévote | Allemagne   | Danemark                           | Belgique                                                            | Aucun                                                                |
| 2019 Jury     | Suède       | Suède                              | France Israël Lettonie Lituanie Portugal Suède                      | Lituanie Malte Suisse                                                |
| 2019 Télévote | Norvège     | Norvège                            | Belgique Roumanie                                                   | Aucun                                                                |
| 2021 Jury     | France      | Russie                             | Aucun                                                               | Qualifiés d'office                                                   |
| 2021 Télévote | France      | Malte                              | Aucun                                                               | Qualifiés d'office                                                   |
| 2022 Jury     | Grèce       | Grèce                              | Italie                                                              | Arménie Danemark Suisse Ukraine                                      |
| 2022 Télévote | Ukraine     | Ukraine                            | Aucun                                                               | Aucun                                                                |
| 2023 Jury     | Suède       | Pas de vote du jury en demi-finale | Non qualifiés                                                       | Pas de vote du jury en demi-finale                                   |
| 2023 Télévote | Finlande    | Suède                              | Non qualifiés                                                       | Aucun                                                                |
| 2024 Jury     | Suisse      | Pas de vote du jury en demi-finale | Disqualifiés                                                        | Pas de vote du jury en demi-finale                                   |
| 2024 Télévote | Israël      | Israël                             | Disqualifiés                                                        | Autriche Belgique Grèce Malte                                        |
| 2025 Jury     | Autriche    | Pas de vote du jury en demi-finale | Aucun                                                               | Pas de vote du jury en demi-finale                                   |
| 2025 Télévote | Israël      | Pologne                            | Aucun                                                               | Belgique Suisse                                                      |